# Vlag van Aalter
De vlag van Aalter werd door de gemeenteraad op 18 maart 1985 officieel vastgesteld als de gemeentelijke vlag van de Oost-Vlaamse gemeente Aalter. Op 7 mei 1985 werd hij door het Bestuur van Vlaanderen bevestigd en uiteindelijk gepubliceerd op 8 juli 1986 in het officiële Belgisch Staatsblad.
Officieel wordt de vlag beschreven als:
Gevierendeeld 1. en 4. rood met een wit ankerkruis 2. en 3. geel met een zwarte gaande leeuw, rood geklauwd en getongd.
Het eerste en het vierde kwart zijn het terrein van het gemeentewapen, terwijl het tweede en het derde kwart hun voornaamste zijn.
In 2019 is Aalter samen met Knesselare opgegaan in de gemeente Aalter. De vlag werd op 20 april 2020 in ongewijzigde vorm opnieuw vastgesteld als de vlag van de nieuwe gemeente Aalter. Op 4 september 2020 werd hij door het ministerieel besluit bevestigd en uiteindelijk gepubliceerd op 26 januari 2021 in het officiële Belgisch Staatsblad.

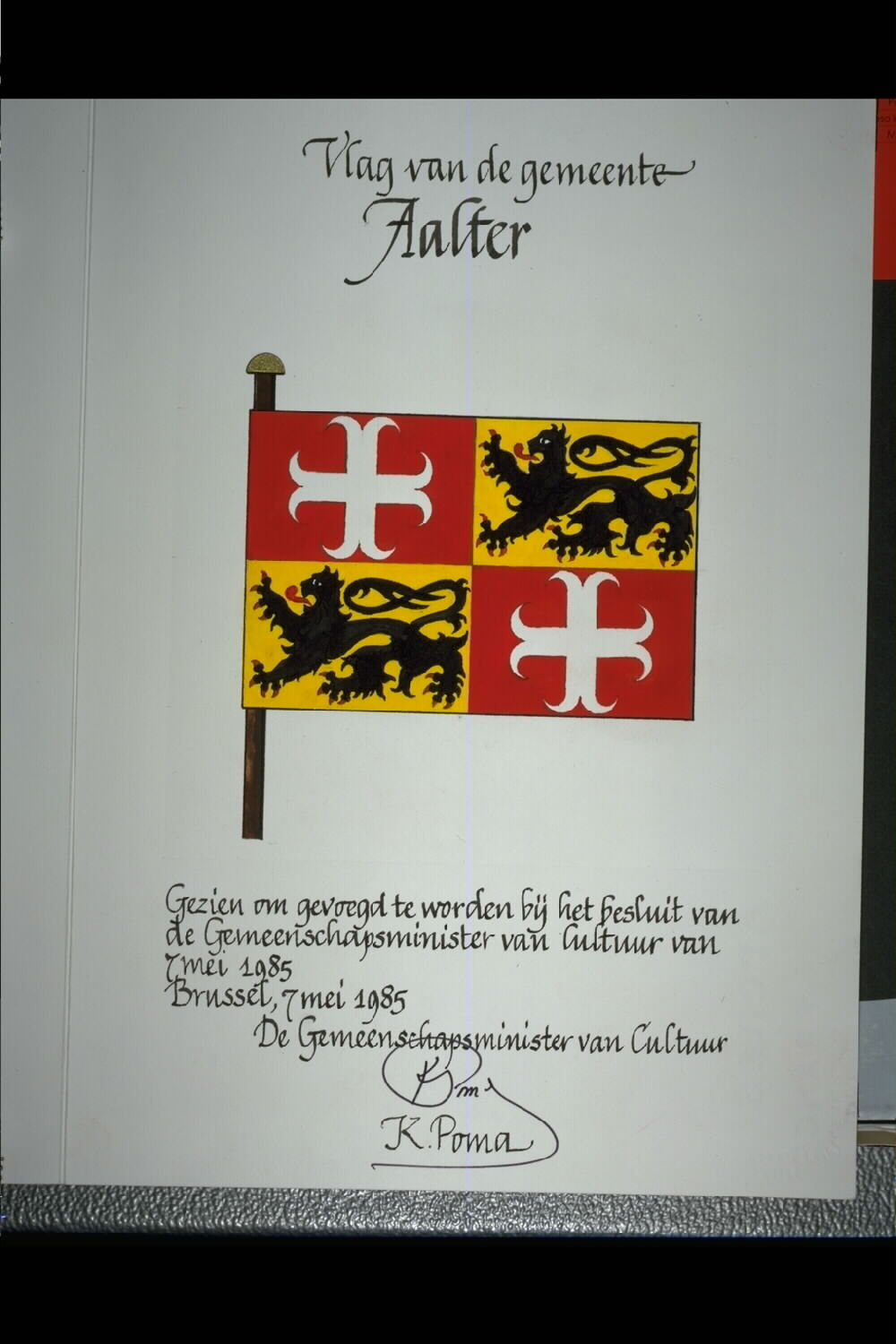
Ontwerp vlag getekend door Karel Poma